# Pflanzung (Pflanzvorgang)
Als Pflanzung wird die Tätigkeit bezeichnet, die aus Saat- oder Pflanzgut vorgezogene Jungpflanzen (Setzlinge) an deren endgültigen Standort in Garten, Acker, Weinberg oder Wald so in den Boden einsetzt, dass ein Anwachsen der Pflanzen gewährleistet ist. Die Pflanzung kann manuell (z. T. Setzholz) oder mechanisch mit Hilfe einer Pflanzmaschine erfolgen. Wichtig ist der gute Bodenschluss der Wurzeln und ausreichend Feuchtigkeit zur Aufrechterhaltung der Turgeszenz. Bei der Pflanzung von Reis ist genügend Feuchtigkeit vorhanden, ansonsten ist nach der Pflanzung baldmöglichst Regen, Bewässerung oder Beregnung notwendig um das Welken der Pflanzen zu verhindern. 
Zum Pflanzvorgang gehört bei Bäumen, Heistern und Sträuchern das Ausheben einer Pflanzgrube, insbesondere bei wurzelnackten Pflanzen der Pflanzschnitt, das Wässern, das Mulchen der Pflanzscheibe  sowie das standsichere Verankern der Pflanzen. Für Pflanzarbeiten im Garten- und Landschaftsbau gilt die DIN-Norm 19816 Vegetationstechnik im Landschaftsbau - Pflanzen und Pflanzarbeiten.